# Cirrus SR22
Cirrus SR22 – jednosilnikowy samolot śmigłowy z silnikiem tłokowym produkowany przez amerykańskiego producenta Cirrus Aircraft. Samolot wyposażony w spadochronowy system ratunkowy dla całego samolotu (CAPS). W latach 2001 do 2009 sprzedano 3500 egzemplarzy.

## Rozwój
Samolot jest dostępny od lutego 2001 roku i jest następcą SR20, dostarczanego od 1999 roku. Cirrus wyznaczył dzięki niemu nowe standardy w lotnictwie ogólnym: samolot jest w dużej mierze wykonany z kompozytów z włókna szklanego, wyposażony w najnowocześniejszą zintegrowaną awionikę (od 2003 roku w elektroniczny system przyrządów pokładowych/„szklany kokpit”), a przede wszystkim w kompletny system ratunkowy, który jest już zainstalowany w SR20 (cały samolot może opaść na ziemię za pomocą spadochronu w sytuacji awaryjnej). Układ napędowy nadal jednak opiera się na konwencjonalnych silnikach lotniczych.